# Annie Borckink
Anna Johanna Geertruida Maria « Annie » Borckink née le 17 octobre 1951 à Eibergen est une ancienne patineuse de vitesse.

## Biographie
Aux Jeux olympiques d'hiver de 1980 organisés à Lake Placid, Annie Borckink est titrée sur 1 500 mètres en battant son record personnel malgré les conditions neigeuses de la course devant Ria Visser. Borckink a été récompensée par le prix de sportive néerlandaise de l'année à la suite de cette performance inattendue. Elle est aujourd'hui propriétaire d'un magasin d'articles de sport basé à Dronten.

## Palmarès
| Compétition                               | Or             | Argent     | Bronze |
| Jeux olympiques                           | 1980 (1 500 m) |            |        |
| Championnats des Pays-Bas toutes épreuves | 1979           | 1976, 1980 | 1981   |

## Records personnels
| Distance     | Temps         | Année |
| ------------ | ------------- | ----- |
| 500 mètres   | 43 s 3        | 1977  |
| 1 000 mètres | 1 min 25 s 60 | 1980  |
| 1 500 mètres | 2 min 10 s 95 | 1980  |
| 3 000 mètres | 4 min 41 s 75 | 1981  |